# Gall

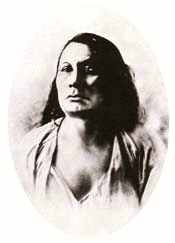
Gall

Gall, egentligen Pizi ("buffelgalla"), född cirka 1840 i South Dakota, död 5 december 1894, var krigsledare för Hunkpapa-Siouxfolket och en av ledarna vid slaget vid Little Bighorn.
Gall blev tidigt en respekterad krigare, både hos vänner och fiender. Han blev krigshövding redan vid 20 års ålder. Hövding för stammen var Sitting Bull. Efter slaget vid Little Bighorn 1876 flydde han till Kanada där han kapitulerade. Efter kriget blev Gall bonde i South Dakota och även domare i indianreservatet Standing Rock, där han levde fram till sin död. 